# بوئین (شیلی)
بوئین (به اسپانیایی: Buin) یک شهرستان در شیلی است که در مایپو واقع شده‌است. بوئین ۲۱۴٫۱ کیلومتر مربع مساحت و ۶۳٬۴۱۹ نفر جمعیت دارد و ۴۸۳ متر بالاتر از سطح دریا واقع شده‌است.